# Округ Џексон (Кентаки)
Округ Џексон (енгл. Jackson County) је округ у америчкој савезној држави Кентаки.

## Демографија
По попису из 2010. године број становника је 13.494, што је 1 (0,0%) становника мање него 2000. године.
| Група             | 2000.          | 2010.          |
| Белци             | 13.322 (98,7%) | 13.298 (98,5%) |
| Афроамериканци    | 7 (0,1%)       | 16 (0,1%)      |
| Азијати           | 2 (0,0%)       | 11 (0,1%)      |
| Хиспаноамериканци | 72 (0,5%)      | 84 (0,6%)      |
| Укупно            | 13.495         | 13.494         |